# اریش بورشمایر
اریش بورشمایر (آلمانی: Erich Borchmeyer; ۲۳ ژانویهٔ ۱۹۰۵ – ۱۷ اوت ۲۰۰۰) دونده اهل آلمان بود.
از باشگاه‌هایی که در آن بازی کرده‌است می‌توان به باشگاه اسنابروک اشاره کرد.